# Žeje, Domžale
Žeje so gručasta vas v Občini Domžale, ki stoji na skrajnem zahodnem delu Posavskega hribovja, ob cesti iz Rače proti Sveti Trojici. Nedaleč stran teče reka Rača v spodnjem toku.